# Ormosia pinnata
Ormosia pinnata är en ärtväxtart som först beskrevs av João de Loureiro, och fick sitt nu gällande namn av Elmer Drew Merrill. Ormosia pinnata ingår i släktet Ormosia och familjen ärtväxter. Inga underarter finns listade i Catalogue of Life.

## Bildgalleri

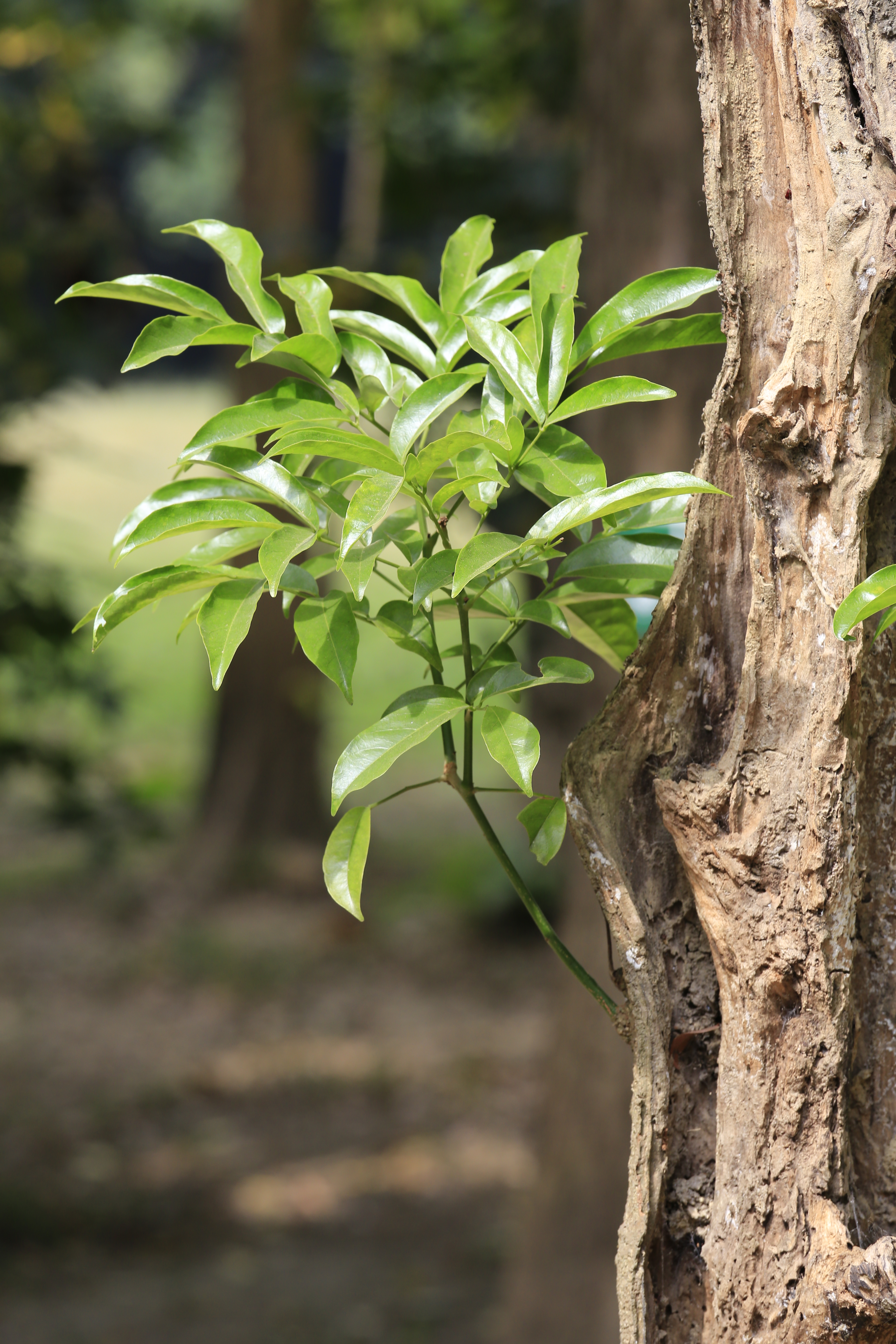